# Gustave de Sayn-Wittgenstein-Berlebourg (5e prince de Sayn-Wittgenstein-Berlebourg)
Titre
5e prince de Sayn-Wittgenstein-Berlebourg
25 avril 1925 – 1944
(19 ans, 3 mois et 26 jours)
Gustave, 5e prince de Sayn-Wittgenstein-Berlebourg (en allemand : Gustav Albrecht Alfred Franz Friedrich Otto Emil Ernst Prinz zu Sayn-Wittgenstein-Berleburg), né le 28 février 1907 à Bad Berleburg et mort en 1944 au combat, est prince et chef de la maison de Sayn-Wittgenstein de 1925 à 1944.

## Biographie
Le prince Gustave Albert sert dans l'armée allemande au grade d'officier de terrain (Ic-Stabsoffizier,) avec le titre de Rittmeister der Reserve dans la 23e Panzer-Division[réf. nécessaire]. Près de deux mois après sa disparition en juin 1944, il reçut la croix allemande en argent ( Kriegsorden des Deutschen Kreuzes in Silber )[réf. nécessaire] le 18 août 1944.[réf. nécessaire] Supplémentairement, on lui a décerné la croix du Mérite de guerre de première classe avec des épées ( Kriegsverdienstkreuz 1. Klasse mit Schwertern ), également connue sous le nom de KVK 1, instituée le 18 octobre 1939 par Hitler ; la date de cet honneur n'est pas connue[réf. nécessaire].
En juin 1944, il sert comme officier dans l'armée allemande pendant la campagne contre l'Union soviétique lors de l'opération Bagration. Après avoir disparu lors d'une mission près de la ville biélorusse d'Orcha, Gustave de Sayn-Wittgenstein-Berlebourg est porté disparu. Sa famille n'a cherché à le faire déclarer mort qu'après la naissance de son petit-fils, héritier présomptif du titre, le 12 janvier 1969. La date officielle du décès est ainsi fixée au 29 novembre 1969.

## Famille
Il épouse Margareta Fouché d'Otrante (28 mars 1909 - 25 août 2005), fille de Charles-Louis Fouché, 6e duc d'Otrante, le 26 janvier 1934 à Björnlunda, Södermanland Län, en Suède, dont il a eu cinqs enfants :
- Richard, 6e prince de Sayn-Wittgenstein-Berlebourg (29 octobre 1934 - 13 mars 2017) a épousé la princesse Benedikte de Danemark le 3 février 1968 dont descendance.
- La princesse Madeleine de Sayn-Wittgenstein-Berlebourg (22 avril 1936) épouse Otto, comte de Solms-Laubach, le 29 juillet 1958 dont descendance.
- Le prince Robin de Sayn-Wittgenstein-Berlebourg (en) (29 janvier 1938) épouse Birgitta af Klercker le 29 janvier 1970 (divorcé le 4 octobre 1979) ; le 29 novembre 1979, il épouse, en secondes noces, Marie-Christine Heftler-Louiche, dont descendance des deux mariages.
- La princesse Tatiana de Sayn-Wittgenstein-Berlebourg (da) (31 juillet 1940) a épousé Moritz, landgrave de Hesse le 3 juin 1964 (divorcée le 16 octobre 1974), dont descendance.
- La princesse Pia de Sayn-Wittgenstein-Berlebourg (8 décembre 1942).